# بکناز آلمازبکوف
بکناز آلمازبکوف (قرقیزی: Бекназ Алмазбеков؛ زادهٔ ۲۳ ژوئن ۲۰۰۵) بازیکن فوتبال اهل قرقیزستان است.
وی همچنین در تیم‌های ملی فوتبال جوانان و بزرگسالان قرقیزستان بازی کرده‌است.

## دوران ملی
در ماه مه ۲۰۲۲، آلمازبکوف برای بازی‌های مقدماتی جام ملت‌های آسیا، به تیم ملی فوتبال قرقیزستان دعوت شد.